# Glogoveanu, Dâmbovița
Glogoveanu este un sat în comuna Șelaru din județul Dâmbovița, Muntenia, România.
 Acest articol despre o localitate din județul Dâmbovița este deocamdată un ciot. Puteți ajuta Wikipedia prin completarea lui.